# Solveig Dommartin
Solveig Dommartin (Costantina, 16 maggio 1961 – Parigi, 11 gennaio 2007) è stata un'attrice e regista francese.

## Biografia
La sua carriera iniziò in teatro con la "Compagnia Timothée Laine" e con il "Theater Labor Warschau". Ebbe le sue prime esperienze in campo cinematografico facendo l'assistente di Jacques Rozier.
Divenuta compagna del regista Wim Wenders, ebbe con lui il suo debutto in qualità di attrice di cinema con il film Il cielo sopra Berlino (1987). In questo film, dove recitava la parte di una acrobata di circo, mostrò una grande abilità impadronendosi della tecnica acrobatica in soli due mesi. In questo modo non ci fu la necessità di farla sostituire da una controfigura. Insieme a Wim Wenders fu coautrice del film Fino alla fine del mondo (1991) e con il regista fece un lungo viaggio intorno al mondo in cerca delle ambientazioni più adatte per il progetto.
Wim Wenders ebbe a dire riguardo a Fino alla fine del mondo:
"Solveig Dommartin e io abbiamo scritto insieme la storia del nostro film, e pensavamo che solo noi due avevamo il diritto di entrare in quell'area sacra costituita dai sogni di una persona, solo se avessimo portato qualcosa in quel lavoro che per noi stessi era sacro".
La data di nascita è spesso indicata come 29 luglio 1958, in diverse sue biografie, ma in una intervista dopo la morte, la madre ha citato il 1961 come vero anno di nascita.
In seguito è stata legata all'artista Dominique Antraygues da cui ha avuto una figlia, Venus mentre negli ultimi 3 anni di vita è stata legata all'attore Jean-Claude Vogel.
È morta a causa di un infarto nel 2007.

## Filmografia

### Attrice
- Il cielo sopra Berlino (Der himmel über Berlin), regia di Wim Wenders (1987)
- The Prisoner of St. Petersburg, regia di Ian Pringle (1990)
- Al diavolo la morte (S'en fout la mort), regia di Claire Denis (1990)
- Fino alla fine del mondo (Bis ans Ende der Welt), regia di Wim Wenders (1991)
- Così lontano così vicino (In weiter Ferne, so nah!), regia di Wim Wenders (1993)
- J'ai pas sommeil, regia di Claire Denis (1994)

### Montatrice
- Tokyo-Ga, regia di Wim Wenders (1985)

### Sceneggiatrice
- Fino alla fine del mondo (Bis ans Ende der Welt), regia di Wim Wenders (1991)

### Regista
- Il suffirait d'un pont (1998)